# 山明水秀大饭店

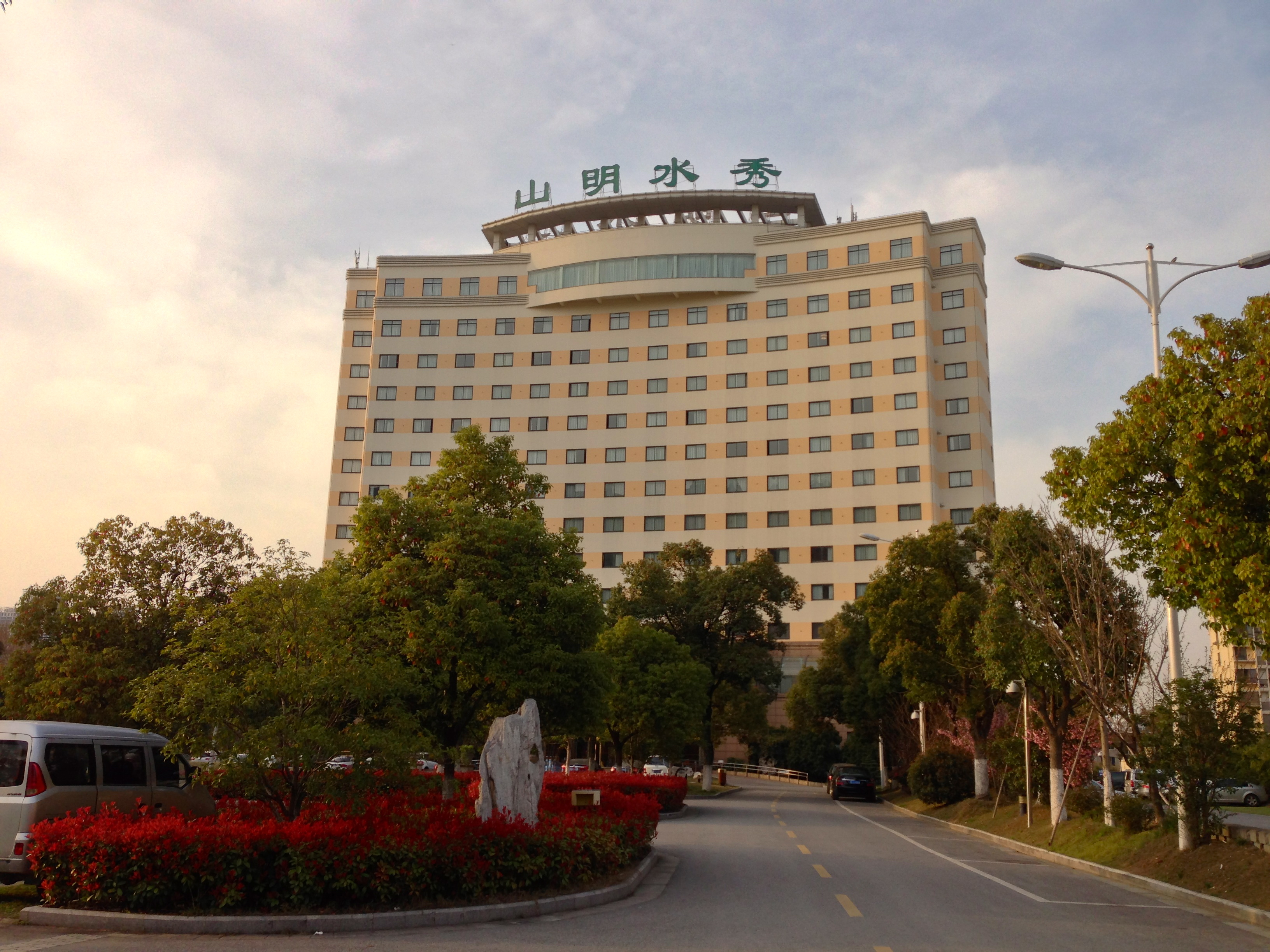

山明水秀大饭店，是位于中华人民共和国江苏省无锡市的一个四星级酒店，地址位于无锡市蠡溪路999号。

## 沿革
1994年，王玉锁旗下新奥集团投资1500万元，在无锡创办四星级的山明水秀大饭店。2003年，永大集团成立，兼并山明水秀大饭店，并成立独资的山明水秀大饭店有限公司。